# Bathyplectes tibiator
Bathyplectes tibiator är en stekelart som först beskrevs av Johann Ludwig Christian Gravenhorst 1820.  Bathyplectes tibiator ingår i släktet Bathyplectes och familjen brokparasitsteklar. Arten är reproducerande i Sverige. Inga underarter finns listade.